# アフメト・パシャ条約
アフメト・パシャ条約（アフメト・パシャじょうやく、ペルシア語: عهدنامه احمد پاشا、トルコ語: Ahmet Paşa Antlaşması）は1732年1月10日に締結された、オスマン帝国とサファヴィー朝ペルシアの条約。

## 背景
16世紀以来断続的に続いていたオスマン・ペルシア戦争は17世紀には1618年のセラヴ条約と1639年のガスレ・シーリーン条約で膠着に陥った。しかし、アフガニスタンを本拠地とする短命なホータキー朝の治世（1709年 - 1738年）において、サファヴィー朝ペルシアが混乱に陥ったため、カフカースなど国境地帯で衝突が発生した。一方、ロシア皇帝ピョートル1世が北カフカースと南カフカースのサファヴィー領を占領（ロシア・ペルシャ戦争）、1723年のサンクトペテルブルク条約で認めさせた。カフカースがロシアに完全に支配することを防ぎたいオスマン帝国はトビリシ（当時はサファヴィー朝に臣従したカルトリ王国の首都）の占領を敢行したが、長期にわたるオスマン・ペルシア戦争が再び勃発する結果となった。

## 戦争
オスマン帝国はトビリシに加え、イェレヴァンとギャンジャを占領することで南カフカースを確保した。南部戦線（現イラン西部にあたる）ではタブリーズ、オルーミーイェ、ホッラマーバード、ケルマンシャー、ハマダーンなど広大な地域を占領、さらに1724年のコンスタンティノープル条約でペルシアの領土分割をロシアと合意した。しかし、サファヴィー朝のタフマースブ2世（1722年即位）がペルシアを支配するようになると、オスマン軍の進軍が鈍化した。戦争で疲弊した両国は講和を決意、オスマン代表のアフメト・パシャとサファヴィー朝代表のメフメト・ルザ・クル（Mehmet Rıza Kulu）が講和条約に署名した。

## 条約の内容
条約の内容は下記の通り。
1. オスマン帝国はカフカースでの占領地を維持する。
2. オスマン帝国はペルシア西部（ハマダーン[1][2]とケルマンシャー[2]を除く）をペルシアに返還する。
3. 南カフカースの国境をアラス川と定める。

## その後
条約は和平を長く保てず、休戦協定にしかならなかった。というのも、オスマン帝国のスルターンマフムト1世はタブリーズの放棄に同意せず、ペルシア軍の指揮官ナーディル・シャーはカフカースを失うことに同意しなかったためである。ナーディル・シャーは後にアフシャール朝を創設すると失地を回復した。

## 関連図書
- Somel, Selcuk Aksin (2010). The A to Z of the Ottoman Empire. Rowman & Littlefield. p. liii. ISBN 978-0810875791